# Baya (Malerin)
Baya, eigentlich Fatma Haddad, verheiratete Mahieddine (* 12. Dezember 1931 in Bordj el Kiffan, Fort de l’Eau bei Algier; † 9. November 1998 in Blida, Algerien), war eine algerische Malerin, die ihre Werke grundsätzlich nur mit ihrem gebräuchlichen Vornamen signierte. Sie war eine der frühen Vertreterinnen der Art Brut.

## Biographie
Die verwaiste Baya wurde von ihrer Großmutter erzogen, der sie beim Gartenbau in einer Kolonistenstelle half. Im Jahr 1943 nahm sie Margerite Caminat, die Schwester der Eigentümerin, zu sich in ihr Haus nach Algier, wo sie im Haushalt arbeiten musste und von dessen Reichtum an Blumen und Vögeln sie fasziniert war.
Sie begann dort, Figuren und Fabeltiere aus Ton zu formen und wurde ermutigt, Gouachen zu verwirklichen, die der vorübergehend in Algier anwesende Bildhauer Jean Peyrissac Aimé Maeght zeigte. Dieser organisierte im Jahr 1947 eine Ausstellung in seiner Galerie. Das Vorwort zu dem Katalog verfasste André Breton. Die Ausstellung wurde ein Erfolg.
Das Foto der erst 16-jährigen Baya erschien mit einem Artikel von Edmonde Charles-Roux in der Zeitschrift Vogue. Das junge Mädchen entdeckte Paris, begegnete dem Maler Georges Braque und verwirklichte im folgenden Jahr in Vallauris Skulpturen und Keramiken im Atelier Madoura. Dort begegnete sie auch Picasso.
Im Jahr 1953 wurde Baya wieder ihrem Vormund übergeben, der sie, als zweite Frau, mit dem etwa 30 Jahre älteren arabisch-andalusischen Musiker El Hadj Mahfoud Mahieddine verheiratete. „Nach dem irealen Achenputtelball“ wie François Pouillon schrieb, war es Baya zehn Jahre lang unmöglich, ihre Arbeit fortzusetzen. Sie gebar sechs Kinder und versorgte diese. 1964 wurde sie geschieden.
Im Jahr 1963 erwarb das Musée national des beaux-arts d’Alger ihre älteren Werke und stellte sie aus. Von den Museumskonservatoren Mireille und Jean de Maisonseul ermutigt, begann sie wieder zu malen und verwirklichte großformatige Werke auf Papier, die später regelmäßig in Algerien (Alger, Tizi Ouzou, Annaba), in Frankreich (Paris und Marseille), in Belgien (Brüssel) und in der arabischen Welt ausgestellt wurden. Mehrere von ihnen wurden in Lausanne in die Collection de l’Art Brut aufgenommen.
Baya gehört, gemeinsam mit Mohamed Aksouh, Abdallah Benanteur, Abdelkader Guermaz, M’hamed Issiakhem, Mohammed Khadda oder Choukri Mesli, zu den Künstlern der « Generation von 1930 » (alle diese Künstler wurden in dieser Zeit geboren) die, nach ihren Vorgängern der zwanziger Jahre, die Begründer der zeitgenössischen algerischen Kunst wurden.

## Werk
In ihren von rosa, türkisblauen, smaragdgrünen und violetten Farbtönen beherrschten Gouachen umreißt ein einfacher, mit sicherer Hand und ohne jegliche Verbesserung, aufgetragener Strich die Silhouetten und die Kopfbedeckungen der „Hohen Damen“, deren Kleider, Gürtel und Schleier sowie die Figuren der rätselhaften Mutter. In Kompositionen, die nicht aufhören mit falschen Symmetrien zu spielen, spiegelt sich das Gleichgewicht der Räume und der Töne, der endlose Dialog der Arabesken, in einen autonomen Raum eingeschlossen wider, der unwirklich ist. Baya entwirft eine geschlossene, ausschließlich weibliche Welt, die zugleich zurückgezogen und souverän ist.
Die diese Damen umgebenden Gegenstände entbehren jeglicher Schatten. Sie sind mit deutlicher Ablehnung einer illusionistischen Perspektive eins hinter dem anderen versetzt. Bereits in den ersten Gouachen erscheinen Vasen, Krüge, Blumensträuße und Früchte, zwei Jahrzehnte später Schalen und Kelche, Wassermelonen, Weintrauben so wie vielerlei andere Früchte und Fische. Begleitet werden diese von Regalen und Tischen mit Lampen und Laternen und zahlreichen Musikinstrumenten wie Bratschen, Geigen, Zithern, Mandolinen, Lauten, Lyren und Harfen.
Wenn die Künstlerin ihre Motive außerhalb des häuslichen Bereiches sucht, so malt sie von Fischen umgebene Inseln mit dicht aneinander gebauten Hütten und mit Bäumen, in denen Vögel wachen. Die Üppigkeit der Formen so wie die Intensität der Farben erinnern, wie der Romancier Jean Pélégri es formulierte „an eine Zeit vor dem Erscheinen des Menschen, als die Dinge und Kreaturen noch ungewiss und vermischt waren, als die Bäume unter dem Wasser wuchsen und die Fische, bevor sie ihren späteren Zustand erreichten, in den Wurzeln der Pflanzen lebten und ihre Stängel erklommen“.

## Beurteilungen
„Ich spreche, nicht wie so viele andere, um ein Ende zu beklagen, sondern einen Anfang zu fördern. Und an diesem Anfang ist Baya Königin. Der Anfang eines Zeitalters der Emanzipation und der Eintracht, ein radikaler Bruch mit dem Vorhergehendem und einer der Haupthebel für den Menschen die systematische Sättigung, nach wie vor etwas größeres, die Natur (…) Baya, deren Mission darin besteht, den Sinn dieser schönen alten Worte wiederzubeleben: das glückliche Arabien. Baya, die den Lorbeerzweig hält und weiter trägt.“
„Baya ist die Schwester von Schéhérazade, der Weberin der Worte, die den Tod fernhalten. Schéhérazade, diese andere Frau, die fabuliert, um der Todesstrafe zu entgehen. Wir sind also im Märchen mit seinen wunderbaren Welten. Baya löst die Formen auf, die Klassifikationen und Dimensionen: der Vogel streckt sich und wird zur Schlange, Bäume und Hütten wachsen schief, die Schlamme verzweigen sich, werden wie baumartige Schwänze oder Hauben von Vögeln. In ihren Dörfern sind die Ursprünge von Feldern, Bäumen und Vögeln miteinander verwoben, Landschaften und Objekte baden im Unausgesprochenem und in der Zwanglösigkeit einer plazentären Welt. Irgendein Schwerpunkt ist nicht zu erkennen. Die ganze Anstrengung der Künstlerin ist auf die Suche nach einer Art vorgeburtlicher Harmonie gerichtet, welche die unbedeckte der normierten Welt uns entzogen hat.“
Am 12. Dezember 2018 erinnerte Google Doodle an ihren 87. Geburtstag.